# Trichocossus arvensis
Trichocossus arvensis är en fjärilsart som beskrevs av Antonius Johannes Theodorus Janse 1917. Trichocossus arvensis ingår i släktet Trichocossus och familjen säckspinnare. Inga underarter finns listade i Catalogue of Life.